# 徽州区
徽州区是中國安徽省黄山市下辖的一个区。1987年由原歙县西部地区析置。區人民政府駐巖寺鎮文峰路66号。区域总面积为419.42平方公里。

## 历史
1987年11月成立黄山市，同时设立市辖区徽州区。

## 行政区划
徽州区下辖4个镇、3个乡、4个直辖社区：
岩寺镇、西溪南镇、潜口镇、呈坎镇、洽舍乡、杨村乡和富溪乡。

## 地理
地势北高南低。北部为黄山余脉，以山地为主，建有丰乐水库。南部以丘陵平原为主。

## 交通
- 杭黄客运专线
- 皖赣铁路
- 京台高速公路
- 205国道、慈张公路

## 人口
根据徽州区第七次全国人口普查结果，现将2020年11月1日零时全区常住人口的基本情况公布如下：全区常住人口为96162人，与2010年第六次全国人口 普查的89233人相比，增加6929人，增幅7.77%，年平均增幅0.75%。
第五次人口普查全区总人口91122人。

## 经济
| 徽州区国内生产总值 | 徽州区国内生产总值 | 徽州区国内生产总值 | 徽州区国内生产总值 | 徽州区国内生产总值 |
| ------------------ | ------------------ | ------------------ | ------------------ | ------------------ |
| 年                 | 年                 |                    | GDP                | GDP                |
| 1988               | 1988               |                    | 0.78               | 0.78               |
| 2006               | 2006               |                    | 10.91              | 10.91              |
| 2006               | 2006               |                    | 14.17              | 14.17              |
| 2008               | 2008               |                    | 16.47              | 16.47              |
| 单位：亿元         |                    |                    |                    |                    |

2006年生产总值10.91亿元，人均生产总值达1.1万元。三次产业比例为17.6:47.1:35.3。
2007年生产总值141698万元，人均生产总值达14240元，三次产业比例为14.7:55.7:29.6。
2008年生产总值164689万元，人均生产总值达16497元。三次产业比例为14.1:56.0:29.9。

## 教育
2008年徽州区有高级中学、职业中学各1所，初级中学6所，小学57所。小学、初中学龄儿童入学率分别为99.72%、98.04%，15周岁人口初等教育完成率99.94%。

## 风景名胜

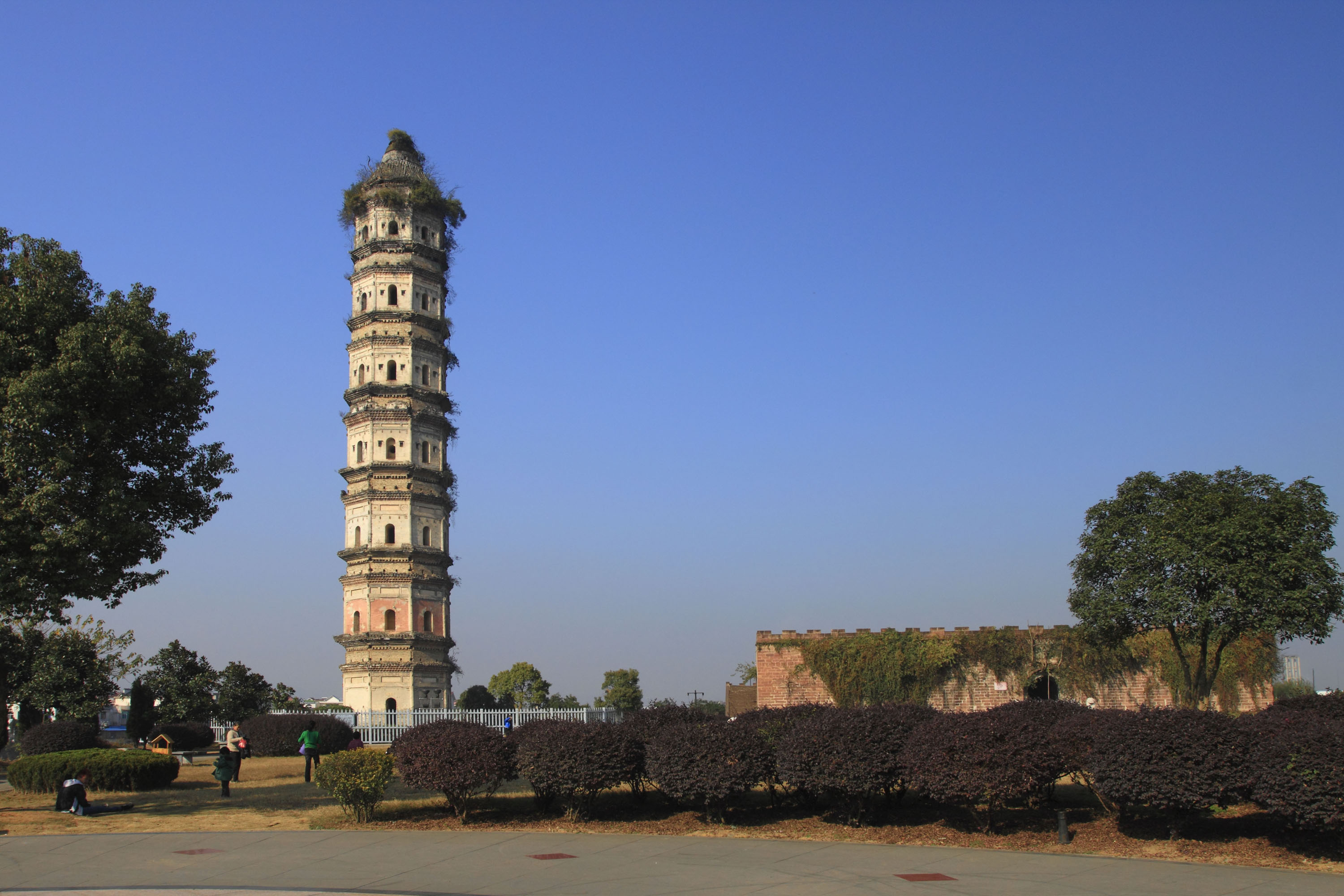
岩寺文峰塔与凤山台

## 文物保护单位
徽州区有4处国家重点文物保护单位：
- 潜口民宅，位于潜口镇
- 罗东舒祠，位于呈坎镇呈坎村
- 呈坎村古建筑群，位于呈坎镇呈坎村
- 老屋阁及绿绕亭，位于西溪南镇西溪南村